# Нова махала (област Пазарджик)
Вижте пояснителната страница за други значения на Нова махала.
Нова махала е село в Южна България. То се намира в община Батак, Пазарджишка област. Населението на Нова Махала възлиза на 2087 души, според преброяването към 2011 г.

## География
Село Нова махала се намира в планински район.

## История
Районът на днешното село има стара история. За това говори наличието на не малко археологически паметници, както и изобилието от разнообразни находки, намирани в границите на селското землище. Първите известни обитатели на тези земи са траките, от племето беси. Свидетелство за тяхно отколешно присъствие са останките от крепост – т. нар. „Новомахленско кале“, намираща се на около 2 км южно от селото. Укреплението е разположено на естествено защитено възвишение, като характерното при него е, че до голяма степен за крепостна стена са използвани местните материкови скали. Може да се предположи, че крепостта е била свързана с рудодобива и/или с охраната на древен път, свързвал Горнотракийската низина с Бяло море.
След завладяването на Балканите от римляните, местните тракийски племена са заимствали и усвоявали от културата на завоевателите. Показателен пример за тази приемственост е приемането на християнството от бесите през IV в. Вероятно от същия (късноантичен) период е селището, чиито останките могат да се видят североизточно от Нова махала (днес разсипани и унищожени от иманярите). На около 600 м северно от селището, в местността „Църковен рид“, са разкрити основите на раннохристиянски култов комплекс с базилика, датирана в периода IV-VI в. На обекта е проведено цялостно археологическо проучване с ръководител А. Меламед. Но след това паметникът не е бил консервиран и вследствие на последвалите груби иманярски набези, днес не е останало почти нищо.
Възможно е първоначално базиликата да е принадлежала на близкото селище. По-късно, когато тези земи влизат в границите на българската държава, върху раннохристиянския храм е изграден манастир с църква (X в.). В края на XII в. районът е пограничен и при военни действия между България и Византия манастирът е отново разрушен. Тогава навярно, като граничен пост, е била възобновена крепостта „Новомахленско кале“, върху старото тракийско укрепление. През XVII в. върху останките на църквата в м. „Църковен рид“ е изграден малък параклис, просъществувал като постройка до началото на XX в. Последното сведение е достатъчно доказателство за да се разбере, че през XVII в. в близост е съществувало християнско селище, чието население е обслужвало параклиса. Вероятно при помохамеданчването на българите в Чепинско (1666 г.) това селище, чието име не е известно, е било унищожено, а жителите му, които не приели исляма, са избягали и са се заселили другаде.
Сведение за миналото на Ени махле получаваме от двама руски монаси, минали в 1835 г. през Батак на път за Света гора. В Батак останали два дни. По късно през 1839 г. един от монасите – Партений описва своите спомени от това пътуване в „Разказ за странствуването и пътешествието ми из Русия, Молдавия, Турция и Светата земя“. За селото Партений отбелязва следното в две изречения: „Недалеч от Батак се вижда друго българско село. По-рано жителите му били християни, но турците ги помохамеданчили, а иначе и до днес говорят български.“ Тези сведения за това селище монаха получил вероятно от своите домакини в Батак.
По-късно, през 1865 г. Стефан Захариев завършва своето „Географико – историко – статистическо описание на Татар Пазарджишката кааза“. В нея за Ени махле четем следното: „От това село …понеже лежи на крайната пола на Рудопа над Стара река, ние го причисляваме на тях праведно, защото и то е било едно от тези села, дето Българете останали непотурчени; но после понеже ги нападнали Помаците, те се вдигнали вседомовно и се населили в сегашното село Али ходжа (сега с. Капитан Димитриево), а после много години там ся преселили някои от Солунските Юруци и го нарекли Ени махле, а старото негово име никой не помни. „И сега сред днешните новомахленци е запазен спомен, че имат родственици в с. Капитан Димитриево. Изселили се и някои от тях, които вече били приели исляма, но след заселването на юруците в някогашното им село, се върнали в Енидже махле и се смесили с тях. Към средата на ХІХ в. новото село имало 50 къщи, 1 джамия и 160 жители турци-юруци, занимаващи се с абаджийство, земеделие и скотовъдство.
Селото е преименувано на Нова махала през 1934 г.

## Население
Населението на село Нова махала е предимно турско.

## Редовни събития
- Съборът на селото се провежда на 12 август. Празнуването му е спряно през 1977 г. Организира се отново през 2007 година от ДПС.
- Празникът на село Нова махала вече е на 9 август и се отбелязва с голям събор на който присъстват хора както от самото село така и хора от съседни села в общината
- На 6 май (Адрелез) жителите на селото отиват до храма „Евлия Баба“ и се молят за здраве, късмет и благополучие.

## Личности
- Ерхан Саатчъ – кмет на с. Нова махала и общ. председател.